# 恋爱是惊险、冲击、悬疑
《恋爱是惊险、冲击、悬疑》（日语：恋はスリル、ショック、サスペンス）为愛内里菜的第四张单曲。CD编号为GZCA-1049。

## 概要
- 自己第一次为《名侦探柯南》演唱歌曲。这之后，到2010年隐退为该动画共演唱歌曲7回（含有愛内里菜&三枝夕夏共同演唱曲目）。
- 主人公江户川柯南在片头动画中，配合此曲以严肃的表情跳着Para Para。
- 此曲第一次进入公信榜排行前十位。在销售方面，为仅次于《NAVY BLUE》的歌曲
- 作曲为大野愛果，之后也翻唱了该曲。

## 收录歌曲
1. 恋はスリル、ショック、サスペンス
  - 作詞：愛内里菜　作曲：大野愛果　編曲：尾城九龍
  - 读卖电视台、日本电视台动画名侦探柯南片头曲
2. 光色のかけら
  - 作詞：愛内里菜　作曲：岩井勇一郎　編曲：尾城九龍
  - 熊本朝日放送《夏季高校野球》主题歌
3. 恋はスリル、ショック、サスペンス 〜KH-R Jr STARLIGHT MIX Ver.S〜
  - 混音： DJ K.Hasegawa（KH-R）（KH-R Jr）
4. purple haze 〜future techno mix〜
  - 混音：尾城九龍
5. 恋はスリル、ショック、サスペンス <Instrumental>

## 收录专辑
- THE BEST OF DETECTIVE CONAN 〜名探偵コナン テーマ曲集〜（#1）
- Be Happy（#1）
- Single Collection（#1）
- GIZA studio 10th Anniversary Masterpiece BLEND 〜FUN Side〜（#1）
- BEST HIT BEING（#1）
- ALL SINGLES BEST 〜THANX 10th ANNIVERSARY〜（#1）
- COLORS（#2）
- GIZA studio presents -Girls-（#1）

| 动画《名侦探柯南》片头曲 2000年8月28日 - 2001年4月16日 |                                     |                            |
| 前作: GARNET CROW 《Mysterious Eyes》                  | 愛内里菜 《恋爱是惊险、冲击、悬疑》 | 次作: 松桥未树 《destiny》 |